# Terminál Ostrava-Mošnov
Terminál Ostrava–Mošnov nebo též Terminál Ostrava Mošnov OAMP  je intermodální terminál, který je součástí komplexu Ostrava Airport Multimodal Park. Nachází v Mošnově v okrese Nový Jičín. Leží v průmyslové zóně u letiště Leoše Janáčka Ostrava, vlečka terminálu odbočuje z trati Sedlnice–Mošnov ve stanici Sedlnice.

## Historie
O stavbě logistického centra s železničním cargo terminálem se mluvilo již kolem roku 2010, tehdy se předpokládalo, že stavba proběhne v letech 2012 až 2015. Ještě v roce 2010 bylo zahájen územní řízení. Pozemky pro stavbu si pronajala společnost HB Reavis, této firmě se ani do roku 2014 nepodařilo stavbu zahájit a majitel pozemků – město Ostrava – začal hledat jiného investora, kterého se podařilo najít v roce 2016.
Cestu k výstavbě terminálu otevřely majetkoprávní úpravy schválené zastupitelstvem města Ostravy v prosinci 2017. Nabízené pozemky o ploše 54 ha odkoupila společnost Consens Investments, která na nich slíbila postavit do roku 2023 skladovací objekty a železniční kontejnerový terminál. Stavba celého multimodálního parku začala v roce 2018, ale zakázka na výstavbu samotného terminálu kombinované dopravy byla vypsána až v závěru roku 2020. V roce 2021 bylo oznámeno, že provozovatelem terminálu se stane rakouská skupina InnoFreight.
Stavba terminálu byla zahájena v září 2021. Na jaře 2022 již byl terminál v pokročilém stadiu výstavby, První zkušební jízdy v kolejišti terminálu se uskutečnily 3. června 2022, jejich cílem bylo především ověření funkčnosti zabezpečovacího zařízení.

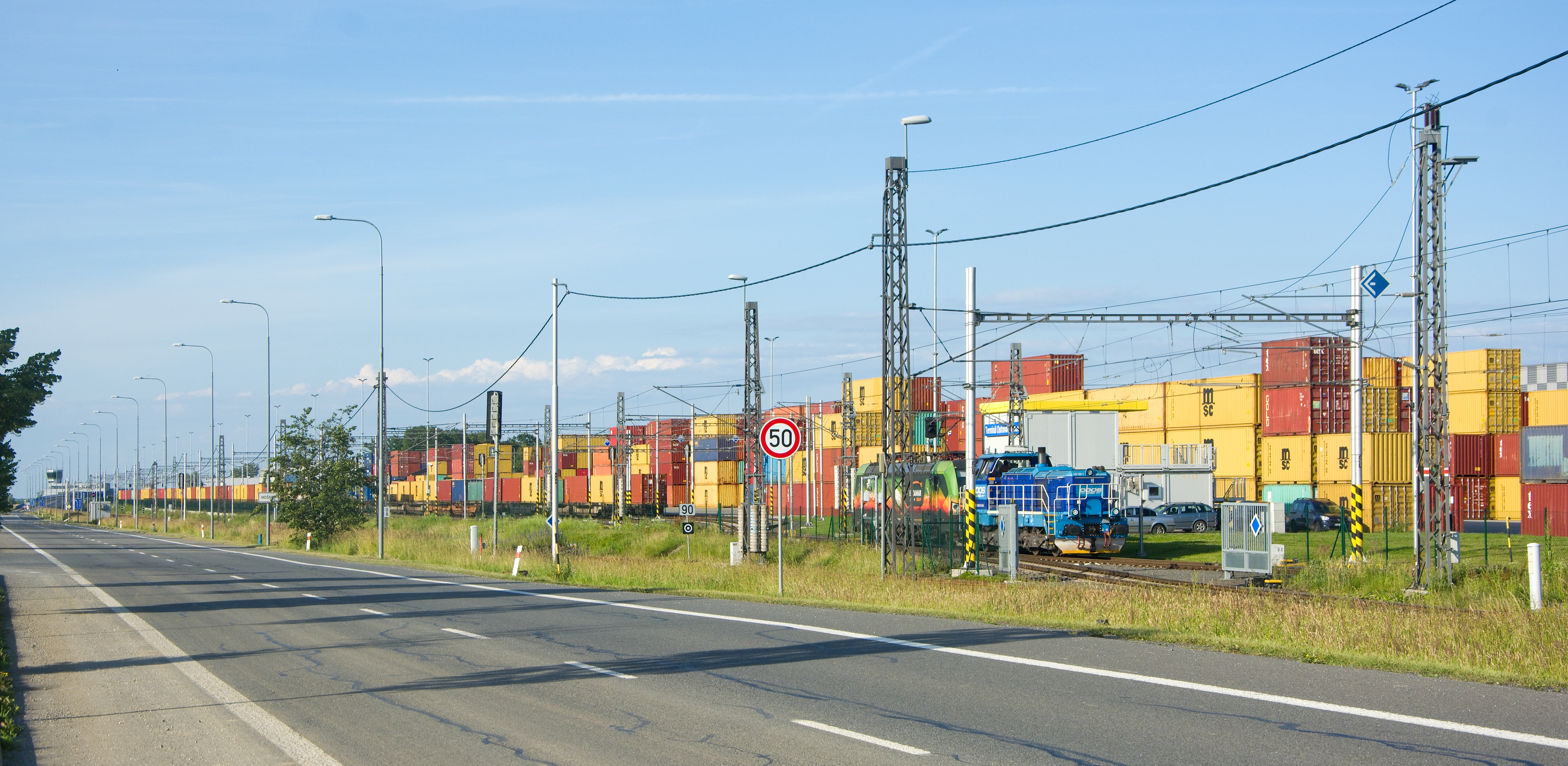
Celkový pohled na terminál

Zkušební provoz terminálu byl zahájen v srpnu 2022, první vlak přivezl z terminálu Interporto d’Abruzzo u města Manoppello 32 návěsů italské spediční společnosti Arcese. 30. srpna 2022 přijel do Mošnova kontejnerový vlak z Terstu vypravený pro rejdařství Mediterranean Shipping Company (MSC), v tomto případě šlo o přesměrování již existující linky z nedalekého terminálu Paskov.
Po dokončení byl terminál slavnostně otevřen 18. října 2022. I když výstavbu realizovala firma Concens Investments, po dokončení stavby terminál odkoupila firma TKD OSTRAVA MOŠNOV vlastněná skupinou Innofreight. V prosinci 2022 pak polovinu podílu v této firmě odkoupila společnost Medlog Czech Republic ze skupiny MSC. Provozovatelem vlečky je společnost Terminál Mošnov, jehož 100% vlastníkem byla až do ledna 2023 firma Innofreight Czech, pak se podíly rovnoměrně rozdělily mezi Innofreight Czech, Budamar Logistics, ČD Cargo Logistics a Medlog Czech Republic.
I když byl terminál dokončen a dán do provozu, v následujících letech dále probíhá výstavba dalších objektů navazujícího projektu Ostrava Airport Multimodal Park. Už v roce 2019 se také začalo uvažovat o výstavbě spojky, která měla umožnit přímé jízdy vlaků od Přerova do nového terminálu bez nutnosti úvratě ve Studénce. V roce 2023 pak se stavbou této tratě o délce cca 500 m předběžně souhlasila Agentura ochrany přírody a krajiny ČR. Uvažuje se rovněž o zvýšení kapacity navazující stanice Sedlnice, a to jak obvodu Sedlnice–Bartošovice, tak obvodu Sedlnice předjízdné koleje.

## Popis terminálu
Vlečka terminálu je napojena do stanice stanici Sedlnice, obvod triangl výhybkou č. 201 v km 0,632 trati Sedlnice–Mošnov, samotný začátek vlečky je v km 0,665 (= 0,559 vlečky), následuje brána do terminálu v km 0,590 vlečky. Za kusým zhlavím kolejiště končí zarážedlem v km 1,615.
V terminálu je celkem šest kolejí, z toho tři jsou v celé délce elektrizované (slouží pro odstavvování souprav a objíždění elektrických lokomotiv), tři překládkové koleje mají trolejové vedení přerušené v místě překládky. Do terminálu tedy mohou vjíždět setrvačností i soupravy veden= elektrickými lokomotivami, protože na konci koleje je již opět trakční vedení. Celková délka kolejí na vlečce terminálu činí 6,071 km. Celá vlečka je zařazena do traťové třídy D4 s povoleným nápravovým tlakem 22,5 t, maximální povolená rychlost je 40 km/h, nejmenší poloměr oblouku je 190 m.

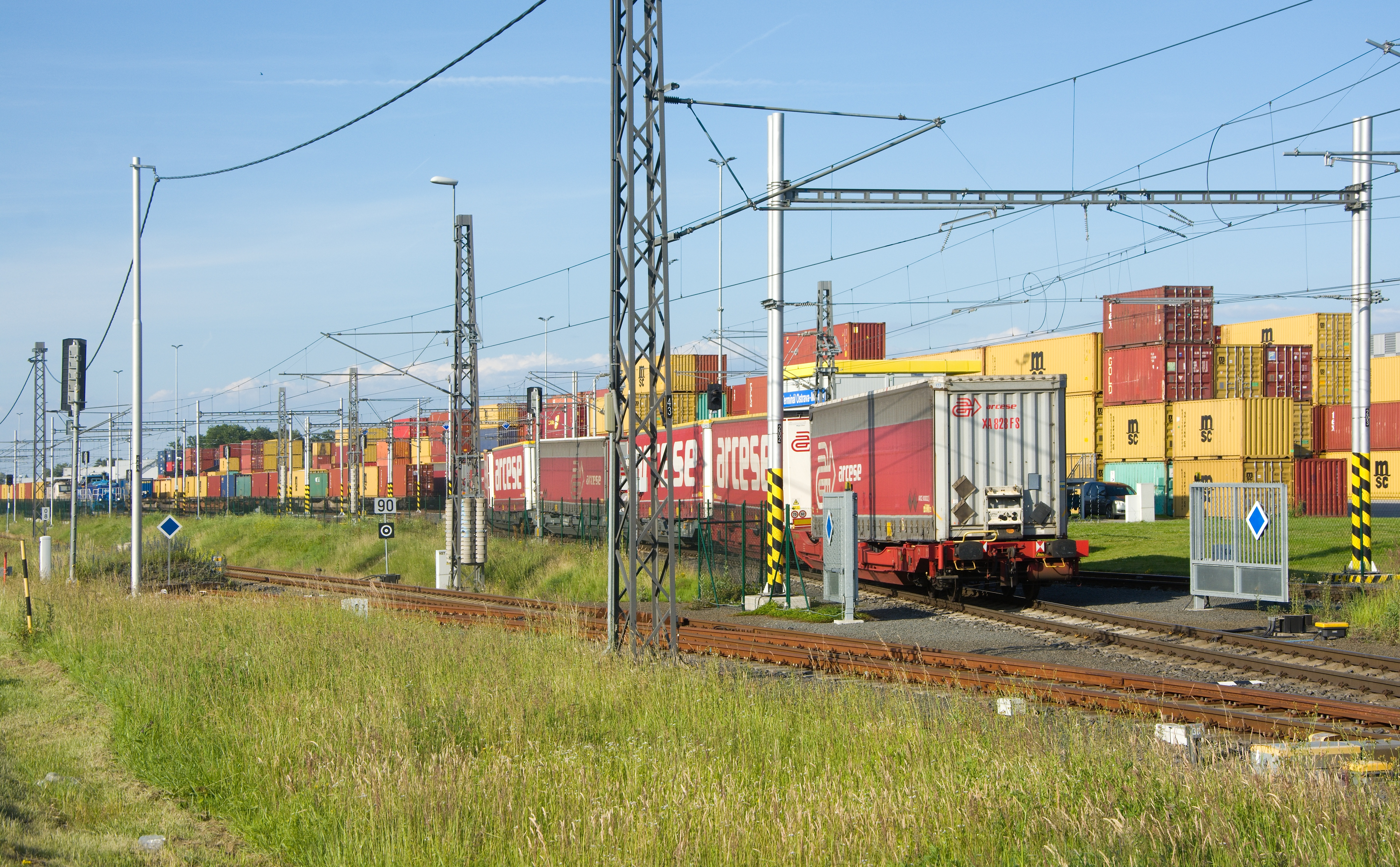
Brána do terminálu, vlevo pokračuje kolej do stanice Mošnov, Ostrava Airport

Vlečka je vybavena elektronickým stavědlem typu ESA 44 s ovládáním pomocí JOP, které obsluhuje dispečer vlečky z dopravní kanceláře v km 0,647. Provoz na vlečce je řízen pomocí světelných seřaďovacích návěstidel. Na vlečce je celkem 13 výhybek, všechny jsou zapojeny do zabezpečovacího zařízení, jsou vybaveny elektromotorickými přestavníky a ohřevem. Veškeré jízdy mezi stanicí Sedlnice a vlečkou jsou organizovány formou posunu.
Ve směru od Studénky končí jízda vlaku ve stanici Sedlnice, obvod Sedlnice-Bartošovice, před návěstidlem L91 (u zastávky Sedlnice), dále už souprava pokračuje formou posunu. V opačním směru souprava odjíždí z vlečky terminálu jako posunující díl, ve směru do Studénky se na vlak mění od návěstidla Sc91 v obvodu Sedlnice–Bartošovice, ve směru do Kopřivnice souprava dojede jako posun až do obvodu Sedlnice předjízdné koleje.
Pro manipulaci s intermodálními jednotkami terminál disponuje třemi kolovými překladači (v budoucnu by měla být vybudována jeřábová dráha o délce 600 m). Skladovací plocha terminálu činí 50 000 m², k dispozici je 100 parkovacích míst pro kamiony. Překládková kapacita činí osm vlaků za 24 hodin. V terminálu je možné překládat běžné námořní kontejnery, výměnné nástavby a návěsy.

## Vlakové linky

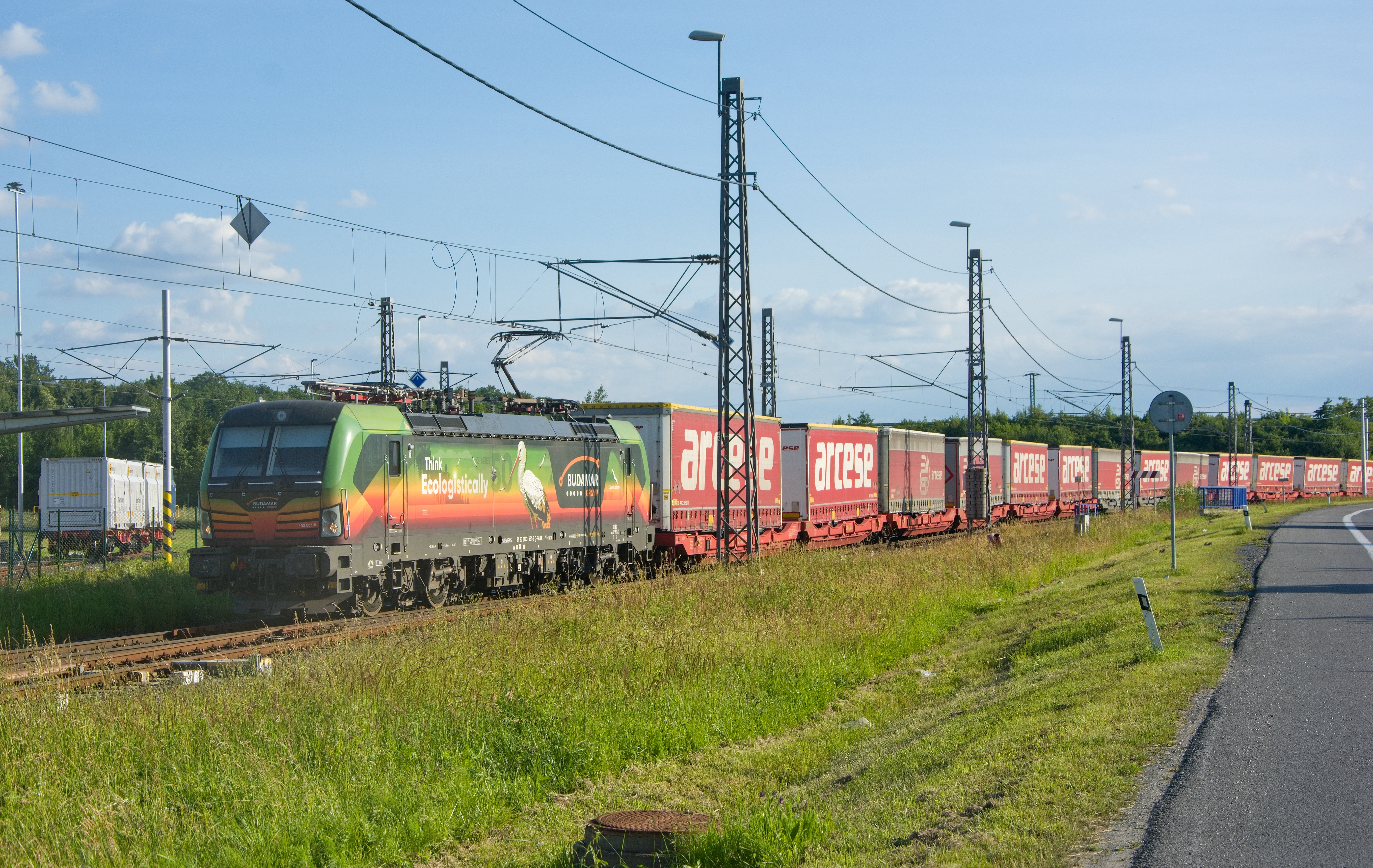
Vlak s návěsy vjíždí na odbočnou výhybku ze stanice na vlečku

Už v lednu 2023 terminál zpracovával pravidelně 13 párů vlaků týdně. K původním přepravám návěsů z Manoppello (4 páry týdně) a vlakům s kontejnery z Terstu (obvykle 3 páry týdně) se postupně přidaly také přepravy návěsů z Herne (4 páry) a Verony (4 páry). Poslední dvě uvedené relace provozované pro spedici LKW Walter již na Ostravsko mířily, ale do terminálu Paskov. Už v říjnu 2022 byl pro MSC zahájen provoz jednoho párů vlaků týdně z/do Obrnic, čímž Mošnov přes Obrnice získal napojení na přístav Bremerhaven, pro nedostatek zátěže však byly počátkem roku 2023 kontejnery pro MSC přivěšovány na vlak do Herne (se zátěží z Obrnic byly spojovány v Ústí nad Labem). Dopravci vlaků jsou zejména společnosti Lokorail a ČD Cargo.
S ohledem na rostoucí počet vlaků začala v terminálu sloužit posunovací lokomotiva řady 742.7 společnosti Ostravská dopravní společnost - Cargo, což je dopravce, který je vlastnicky propojen jak s Lokorailem, tak s ČD Cargo.